# День Бытия
День Бытия (День Бытия. Исповедь жизни перед жизнью) (фр. La Journee de l’Existence) — сочинение И. А. Вышнеградского для чтеца, хора и симфонического оркестра.

## История создания
В ноябре 1916 года Вышнеградский пережил, по его словам, невероятный духовный опыт. Именно тогда он поставил перед собой цель «создать произведение, способное пробудить в каждом дремлющие силы космического Сознания». Таким образом, «День Бытия» (в ранних вариантах — «День Брахмы») был написан в 1916—1917 гг. и стал консерваторской дипломной работой композитора. В 1929-30 и 1939-40 гг. она была переработана. Премьерное исполнение состоялось только 21 января 1978 года в Доме Радио в Париже под управлением Александра Мирата, чтец Марио Ханиотис.
Российская премьера сочинения состоялась 6 августа 2022 года в рамках творческой лаборатории «Человек мира» в Суздале в исполнении Персимфанса. 7 августа того же года состоялось премьерное исполнение в Москве, в рамках фестиваля «Новая классика» в парке «Зарядье». Академическая премьера состоялась 17 февраля 2023 года в Концертном зале имени П. И. Чайковского, чтец Пётр Айду.

## Идея
Дух сочинения (идеи космизма) близок духу сочинений Скрябина, влияние которого сказывается как в стилистике и лексике текстов, так и в музыкальном языке, особенно в заключительной части экстатического характера, заканчивающейся 12-звучным хроматическим кластером. В процессе написания этого сочинения композитору открылась микрохроматика, оно стало последним произведением Вышнеградского, написанном в хроматическом строе.
В «Дне Бытия» отразились все философские настроения композитора и переживания тех лет. Здесь очевидно стремление к синтезу всех искусств, единству звука и переход к созданию нового музыкального инструмента. По сути, «День Бытия», в какой-то мере стал миниатюрным подражанием неосуществленной «Мистерии» А. Н. Скрябина, если не по функции и масштабу, то по общности философской идеи. В первоначальном варианте произведение имело название «День Брахмы», что напрямую относило его философию к теософским идеям.
«День бытия» стал в каком-то смысле пророческим и, по определению композитора, важнейшим, сочинением для него, в котором он усматривал источник всего своего последующего творчества. В его более поздних произведениях встречаются цитаты тем «Дня Бытия», в частности, в Струнном квартете № 2 op. 18, «Космосе» op. 28.

## Анализ и содержание

### Структура
Продолжительность сочинения — около 47 минут. Сочинение состоит из двух больших частей с разделами, исполняющимися без перерыва:
- I.	История сверхличного сознания
  - Предисловие
  - Космос
  - Жизнь
  - Человек:
    - Искание смысла
    - Видение Конца
    - Крушение веры и искания разума
    - Самоутверждения и крушения разума
- II.	История личного сознания
  - Предисловие
  - Искание
  - Обретение:
    - Вступление в Конечное Совершенное Состояние
    - Совершенное Конечное Состояние

Сюжет как таковой отсутствует, но текст, выражающий идеи Космического Сознания, имеет временное развитие на протяжении всего сочинения. «День Бытия» был написан на русском и французском языках, премьерное исполнение 1978 года состоялось на французском, существует также версия на английском языке.

### Смысловое содержание текста
В начале первой части от вечного сна, в хаосе туманных образов, на заре Дня Бытия пробуждается Божественный Дух, которому предстоит пройти жизненный путь, дабы познать самого себя, свою жизнь и прийти к Космическому Сознанию — Совершенному Конечному Состоянию. Пробивает час, преступается грань — и день наполняет светом все вокруг.
Дух трактуется здесь бессмертным во смертной плоти. Он то стремится к раскрытию Сознания, то вновь погружается в дрёму — происходит смена покоя и движения. Настаёт пробуждение второе. Дух находится в постоянной борьбе, в поиске и создании новых форм, стремлении создать из них совершенную. В процессе этого пробивает час, преступается грань, и в Духе загорается светоч Самосознания. Дух окончательно предстает перед нами человеком. Он познаёт окружающий мир и разделение Зла и Добра, начинает мыслить, понимать, наделять вещи именами. Осознавая угрозы мира, Дух погружается в поиски могучего безграничного основания, опоры, надежды. Ему случается видение Конца — того, к чему и через что он должен прийти. Но жизненный путь его ещё далеко не пройден.
Дух, одолеваемый и втянутый в борьбу, начинает сомневаться в преклонении перед Всевышним, задумывается о смысле мира и бытия. Он начинает осознавать свою безграничную свободу и самопринадлежность, осознаёт, что главный смысл и цель бытия — познание и воодушевлен идеями беспрестанного движения вперёд без оглядки в прошлое. Через вопросы о философских понятиях Дух приходит к заключению, что миром управляют материальные законы, вследствие чего осознаёт свою конечность.
В начале второй части Духа вновь одолевают мысли сомнения о смысле движения вперёд и о прошлом, которые он успешно перебарывает, вновь воодушевляясь, хоть и ненадолго. Тогда он осознает, что единственным путём спасения является самораскрытие, пробуждение Космического Сознания. Вновь погрузившись в мир борьбы, он утомляется, ищет упования в обращении к небесам и представляет свой собственный мир без страданий. Он разрывается между своими мыслями и одолевающими его страстями, желает иного познания и любви.
День приближается к закату, и на Дух снисходит мир и покой, тревоги и сомнения оставляют его. Он ощущает благодать и любовь всего мира, вспоминает свой жизненный путь, свои метания и поиски совершенных форм. Дух осознает, что есть День Бытия и в чём его смысл.
В финальном разделе второй части Дух излагает основные философские мысли, к которым он шёл в течение своего жизненного пути, перейдя в Совершенное Конечное Состояние. В мистическом космическом экстазе он провозглашает себя самоцельным и абсолютно свободным, соединённым с Космосом, и заверяет свои истины.

### Философские идеи
Основные философские заключения, изложенные в произведении:
- Дух стремится к своему полному раскрытию на протяжении жизненного пути;
- «Добро — силы творения, единение жизни, Зло — разрушения, смерти и гибели»;
- Главный смысл Бытия — познание;
- Прошлое тёмно, противоречиво и враждебно;
- Путь к Космическому Сознанию, спасению, от мрака Ничто к свету Всего, возможен через отречение от прошлого и прохождение через сомнения и мировую борьбу к конечной высшей цели, к осознанию себя совершенным;
- Для разума Духа на этапе сомнений любовь и томление — «затемнение рассудка», жизнь и земля — бессмысленная и бесконечная «форм живых и мёртвых беспрестанная смена», вера и бог — «мечта отчаявшихся», человек — «смертная форма познания подобная богу, судьбою равная твари», всё в мире существует и движется на основе физических законов;
- «Радость — страдание, свобода — необходимость, смерть — жизнь, миг — вечность, мудрость — безумие, начало — конец, Дух — Жизнь — Все и Ничто».

По структурному развитию философии текста, «День Бытия» схож с философскими замыслами А. Н. Скрябина (воплощенными и нет), такими как Симфония № 3 «Божественная поэма», «Поэма экстаза», «Мистерия» и др.: человеческий дух, оставив тьму прошлого и пройдя через пантеизм, приходит к своей совершенной свободе и слиянием со Вселенной. Теософская идея, отголоски индивидуального мировоззрения композитора трактуются здесь как бессознательные ощущения, транс, экстатический процесс. Не исключается версия, что «День Бытия» есть иллюстрация мистического опыта самого композитора. Помимо прочего, в идеях текста прослеживается и влияние ницшеанства. Повествование смешанное, большая его часть идёт то от 3-го лица, но параллельно излагаются мысли Сознания Духа от 1-го лица.

### Музыка
Музыка являет собой некоторого рода иллюстрацию, сопровождение декламируемого текста. Она не имеет структурной композиционной организации и деления на части, а состоит из нескольких тем и мотивов, трактованных разными вариациями и характеризующими смысл текста. Две главные темы — тема зари Дня Бытия, восхода и пробуждения (с неё начинается произведение) и тема зарождения Сознания, познания Духом мира. Существуют мотивы борьбы, осознанных истин. Завершается сочинение экстатическим финалом, с хором (ad libitium), 12-звучным хроматическим кластером.
Сочинение атональное, а скорее, пантональное (что соответствует музыкальной философии Скрябина и Вышнеградского), по мелодическим ходам являет собой прямую отсылку к Скрябину.

## Интересные факты
- На надгробном памятнике Вышнеградского выгравирована цитата из «Дня Бытия»:

Я есмь Жизнь! Я есмь Всё и Ничто!